# Gran Premio del Canada 1996
Il Gran Premio del Canada 1996 si è svolto domenica 16 giugno 1996 sul Circuito di Montréal a Montréal. La gara è stata vinta da Damon Hill su Williams seguito dal compagno di squadra Jacques Villeneuve e da Jean Alesi su Benetton.

## Qualifiche
I due piloti della Williams dominano le qualifiche, con Hill che strappa la pole position al compagno di squadra Villeneuve a pochi minuti dal termine della sessione, precedendolo di appena venti millesimi. Terzo è Schumacher, staccato di un decimo e mezzo da Hill; seguono Alesi, Irvine, Häkkinen, Berger, Barrichello, Brundle e Coulthard. 

### Classifica
| Pos | No | Pilota                | Costruttore          | Tempo    | Distacco |
| --- | -- | --------------------- | -------------------- | -------- | -------- |
| 1   | 5  | Damon Hill            | Williams - Renault   | 1:21.059 |          |
| 2   | 6  | Jacques Villeneuve    | Williams - Renault   | 1:21.079 | +0.020   |
| 3   | 1  | Michael Schumacher    | Ferrari              | 1:21.198 | +0.139   |
| 4   | 3  | Jean Alesi            | Benetton - Renault   | 1:21.529 | +0.470   |
| 5   | 2  | Eddie Irvine          | Ferrari              | 1:21.657 | +0.598   |
| 6   | 7  | Mika Häkkinen         | McLaren - Mercedes   | 1:21.807 | +0.748   |
| 7   | 4  | Gerhard Berger        | Benetton - Renault   | 1:21.926 | +0.867   |
| 8   | 11 | Rubens Barrichello    | Jordan - Peugeot     | 1:21.982 | +0.923   |
| 9   | 12 | Martin Brundle        | Jordan - Peugeot     | 1:22.321 | +1.262   |
| 10  | 8  | David Coulthard       | McLaren - Mercedes   | 1:22.332 | +1.273   |
| 11  | 9  | Olivier Panis         | Ligier - Mugen-Honda | 1:22.481 | +1.422   |
| 12  | 15 | Heinz-Harald Frentzen | Sauber - Ford        | 1:22.875 | +1.816   |
| 13  | 17 | Jos Verstappen        | Footwork - Hart      | 1:23.067 | +2.008   |
| 14  | 19 | Mika Salo             | Tyrrell - Yamaha     | 1:23.118 | +2.059   |
| 15  | 14 | Johnny Herbert        | Sauber - Ford        | 1:23.201 | +2.142   |
| 16  | 21 | Giancarlo Fisichella  | Minardi - Ford       | 1:23.519 | +2.460   |
| 17  | 18 | Ukyo Katayama         | Tyrrell - Yamaha     | 1:23.599 | +2.540   |
| 18  | 10 | Pedro Diniz           | Ligier - Mugen-Honda | 1:23.959 | +2.900   |
| 19  | 20 | Pedro Lamy            | Minardi - Ford       | 1:24.262 | +3.203   |
| 20  | 22 | Luca Badoer           | Forti - Ford         | 1:25.012 | +3.953   |
| 21  | 16 | Ricardo Rosset        | Footwork - Hart      | 1:25.193 | +4.134   |
| 22  | 23 | Andrea Montermini     | Forti - Ford         | 1:26.109 | +5.050   |

## Gara
Nel giro di formazione la Ferrari di Schumacher non si avvia per un problema di pressione della benzina; il guasto viene riparato, ma il tedesco deve prendere il via dall'ultima posizione in griglia. Al via Hill scatta bene, difendendo la prima posizione dall'attacco di Villeneuve; terzo è Alesi, seguito da Irvine. Il nordirlandese si ritira però già durante il secondo passaggio, quando la sospensione anteriore destra della sua Ferrari si rompe in pieno rettilineo, forse per l'impatto con un detrito. In testa alla corsa Hill, partito con poca benzina per effettuare due pit stop, allunga sul compagno di squadra, la cui strategia prevede un solo rifornimento; la gara procede piuttosto linearmente, con il pilota inglese che cede il comando a Villeneuve in occasione del primo pit stop, recuperandolo poi quando il canadese effettua la sua unica sosta a metà gara.
A questo punto Hill spinge al massimo, così da guadagnare sul rivale un margine sufficiente ad effettuare un pit stop e tornare in pista in prima posizione; l'operazione gli riesce e Hill ottiene la quinta vittoria stagionale, davanti a Villeneuve e Alesi. Quarto chiude Coulthard, che approfitta del ritiro di Berger per un testacoda per sopravanzare l'austriaco; seguono Häkkinen e Brundle, costretto ad un pit stop supplementare dopo un contatto con il doppiato Lamy. La gara di Schumacher finisce invece al 41º passaggio quando, ripartendo dal pit stop, sulla sua Ferrari si disintegra un semiasse: le cause del guasto rimarranno oscure.

### Classifica
| Pos      | N. | Pilota                | Costruttore/Motore   | Giri | Tempo/Ritiro              | Griglia | Punti |
| -------- | -- | --------------------- | -------------------- | ---- | ------------------------- | ------- | ----- |
| 1        | 5  | Damon Hill            | Williams - Renault   | 69   | 1:36:03.465               | 1       | 10    |
| 2        | 6  | Jacques Villeneuve    | Williams - Renault   | 69   | +4.183                    | 2       | 6     |
| 3        | 3  | Jean Alesi            | Benetton - Renault   | 69   | +54.656                   | 4       | 4     |
| 4        | 8  | David Coulthard       | McLaren - Mercedes   | 69   | +1:03.673                 | 10      | 3     |
| 5        | 7  | Mika Häkkinen         | McLaren - Mercedes   | 68   | +1 giro                   | 6       | 2     |
| 6        | 12 | Martin Brundle        | Jordan - Peugeot     | 68   | +1 giro                   | 9       | 1     |
| 7        | 14 | Johnny Herbert        | Sauber - Ford        | 68   | +1 giro                   | 15      |       |
| 8        | 21 | Giancarlo Fisichella  | Minardi - Ford       | 67   | +2 giri                   | 16      |       |
| Ritirato | 20 | Pedro Lamy            | Minardi - Ford       | 44   | Collisione con M.Brundle  | 19      |       |
| Ritirato | 22 | Luca Badoer           | Forti - Ford         | 44   | Cambio                    | 20      |       |
| Ritirato | 4  | Gerhard Berger        | Benetton - Renault   | 42   | Testacoda                 | 7       |       |
| Ritirato | 1  | Michael Schumacher    | Ferrari              | 41   | Semiasse                  | 3       |       |
| Ritirato | 9  | Olivier Panis         | Ligier - Mugen Honda | 39   | Motore                    | 11      |       |
| Ritirato | 19 | Mika Salo             | Tyrrell - Yamaha     | 39   | Motore                    | 14      |       |
| Ritirato | 10 | Pedro Diniz           | Ligier - Mugen Honda | 38   | Motore                    | 18      |       |
| Ritirato | 11 | Rubens Barrichello    | Jordan - Peugeot     | 22   | Frizione                  | 8       |       |
| Ritirato | 23 | Andrea Montermini     | Forti - Ford         | 22   | Elettrico                 | 22      |       |
| Ritirato | 15 | Heinz-Harald Frentzen | Sauber - Ford        | 19   | Cambio                    | 12      |       |
| Ritirato | 17 | Jos Verstappen        | Footwork - Hart      | 10   | Motore                    | 13      |       |
| Ritirato | 16 | Ricardo Rosset        | Footwork - Hart      | 6    | Collisione con U.Katayama | 21      |       |
| Ritirato | 18 | Ukyo Katayama         | Tyrrell - Yamaha     | 6    | Collisione con R.Rosset   | 17      |       |
| Ritirato | 2  | Eddie Irvine          | Ferrari              | 1    | Sospensione               | 5       |       |

## Classifiche

### Piloti
| Pos. | Pilota                | Punti |
| ---- | --------------------- | ----- |
| 1    | Damon Hill            | 53    |
| 2    | Jacques Villeneuve    | 32    |
| 3    | Michael Schumacher    | 26    |
| 4    | Jean Alesi            | 21    |
| 5    | David Coulthard       | 13    |
| 6    | Olivier Panis         | 11    |
| 7    | Mika Häkkinen         | 10    |
| 8    | Eddie Irvine          | 9     |
| 9    | Gerhard Berger        | 7     |
| 9    | Rubens Barrichello    | 7     |
| 11   | Heinz-Harald Frentzen | 6     |
| 12   | Mika Salo             | 5     |
| 13   | Johnny Herbert        | 4     |
| 14   | Martin Brundle        | 2     |
| 15   | Jos Verstappen        | 1     |
| 15   | Pedro Diniz           | 1     |

### Costruttori
| Pos. | Team                 | Punti |
| ---- | -------------------- | ----- |
| 1    | Williams - Renault   | 85    |
| 2    | Ferrari              | 35    |
| 3    | Benetton - Renault   | 28    |
| 4    | McLaren - Mercedes   | 23    |
| 5    | Ligier - Mugen-Honda | 12    |
| 6    | Sauber - Ford        | 10    |
| 7    | Jordan - Peugeot     | 9     |
| 8    | Tyrrell - Yamaha     | 5     |
| 9    | Footwork - Hart      | 1     |

## Fonti
- Grandprix.com. URL consultato il 31 luglio 2009.
- GpUpdate.com [collegamento interrotto], su f1.gpupdate.net. URL consultato il 31 luglio 2009.
- The Official Formula 1 Website, su formula1.com. URL consultato il 31 luglio 2009.